# Varicellovirus
Die Virusgattung Varicellovirus umfasst mehrere Virusarten der Familie Orthoherpesviridae, die bei Säugetieren vorkommen. Sie sind innerhalb der Unterfamilie Alphaherpesvirinae phylogenetisch eng verwandt und streng an ihren jeweiligen Wirt angepasst. Im Gegensatz zur Gattung Simplexvirus vermehren sich die Varicelloviren in der Zellkultur nur in wirtsspezifischen Zelltypen nur weniger Tierarten. Der Name ist von der Typspezies der Gattung, dem Varizella-Zoster-Virus des Menschen abgeleitet. Die Vermehrung der Varicelloviren findet in Epithelzellen statt und sie persistieren alle in Nervengewebe ihres jeweiligen Wirtes. Typisch für Varicelloviren ist ihre Fähigkeit zur Ausbreitung im gesamten Organismus, was zu exanthemischen Erkrankungen der Haut, Schleimhäute und zu Infektionen innerer Organe führen kann.

## Systematik
Die Gattung setzt sich mit Stand 12. April 2024 wie folgt zusammen:

Gattung Varicellovirus
- Spezies Varicellovirus bovinealpha1 mit

Bovines Herpesvirus 1 (en. Bovine alphaherpesvirus 1, BoHV-1, BoAHV1) alias Rinder-Herpesvirus 1 (en. Infectious bovine rhinotracheitis virus, IBRV)
- Spezies Varicellovirus bovinealpha5 mit

Bovines Herpesvirus 5 (en. Bovine alphaherpesvirus 5, BoHV-5, BoAHV5) alias Rinder-Herpesvirus 5 oder Rinder-Enzephalitis-Herpesvirus (en. Bovine encephalitis herpesvirus)
- Spezies Varicellovirus bubalinealpha1 mit

Bubalines Herpesvirus 1 (en. Bubaline alphaherpesvirus 1, BuHV-1, BuAHV1) alias Wasserbüffel-Herpesvirus (Water buffalo herpesvirus)
- Spezies Varicellovirus canidalpha1 mit

Canines Herpesvirus 1 (en. Canid alphaherpesvirus 1, CaHV-1,	CaAHV1) alias Hunde-Herpesvirus 1 (en. Canine herpesvirus, CHV)
- Spezies Varicellovirus caprinealpha1 mit

Caprines Herpesvirus 1 (en. Caprine alphaherpesvirus 1, CpHV-1, CpAHV1) alias Ziegen-Herpesvirus 1 (en. goat herpesvirus)
- Spezies Varicellovirus cercopithecinealpha9 mit

Cercopithecines Herpesvirus 9 (en. Cercopithecine alphaherpesvirus 9, CeHV-9, CeAHV9) alias Simianes Varizella-Virus (en. Simian varicella virus, SVV)
- Spezies Varicellovirus cervidalpha1 mit

Cervides Herpesvirus 1 (en. Cervid alphaherpesvirus 1, CvHV-1, CvAHV1) alias Rothirsch-Herpesvirus (en. Red deer herpesvirus)
- Spezies Varicellovirus cervidalpha2 mit

Cervides Herpesvirus 2 (en. Cervid alphaherpesvirus 2, CvHV-2, CvAHV2) alias Rentier-Herpesvirus (en. Reindeer herpesvirus)
- Spezies Varicellovirus cervidalpha3 mit

Cervides Herpesvirus 3 (en. Cervid alphaherpesvirus 3, CvHV-3, CvAHV3) alias Elch-Herpesvirus (en. Elk herpesvirus)
- Spezies Varicellovirus equidalpha1 mit

Equines Herpesvirus 1 (en. Equid alphaherpesvirus 1, EHV-1, EqAHV1) alias Pferde-Abort-Virus (en. Equine abortion virus, EAV)
- Spezies Varicellovirus equidalpha3 mit

Equines Herpesvirus 3 (en. Equid alphaherpesvirus 3, EHV-3, EqAHV3) alias Pferde-Koitalexanthem-Virus (en. Equine coital exanthema virus)
- Spezies Varicellovirus equidalpha4 mit

Equines Herpesvirus 4 (en. Equid alphaherpesvirus 4, EHV-4, EqAHV4) alias Pferde-Rhinopneumonitis-Virus (en. Equine rhinopneumonitis virus)
- Spezies Varicellovirus equidalpha6 mit

Equines Herpesvirus 6 (en. Equid alphaherpesvirus 6, EHV-6, EqAHV6) alias Esel-Herpesvirus 1 (en. Asinine herpesvirus 1, AsHV1)
- Spezies Varicellovirus equidalpha8 mit

Equines Herpesvirus 8 (en. Equid alphaherpesvirus 8, EHV-8, EqAHV8) alias Esel-Herpesvirus 3 (en. Asinine herpesvirus 3, AsHV3)
- Spezies Varicellovirus equidalpha9 mit

Equines Herpesvirus 9 (en. Equid alphaherpesvirus 9, EHV-9, EqAHV9) alias Gazellen-Herpesvirus (en. Gazelle herpesvirus)
- Spezies Varicellovirus felidalpha1 mit

Felines Herpesvirus 1 alias Felides Alphaherpesvirus 1 (en. Felid alphaherpesvirus 1, FeHV-1, FeAHV1); Felines Rhinotracheitis-Virus (en. Feline viral rhinotracheitis virus, FVRV)
- Spezies Varicellovirus humanalpha3 (ehem. Typus) mit

Humanes Herpesvirus 3  (en. Human alphaherpesvirus 3, HHV-3, HuAHV3) alias Varizella-Zoster-Virus (VZV)
- Spezies Varicellovirus monodontidalpha1 mit

Monodontides Herpesvirus 1 (en. Monodontid alphaherpesvirus 1, MoHV-1, MoAHV1) alias Belugawal-Alphaherpesvirus 1 (en. Beluga whale alphaherpesvirus 1)
- Spezies Varicellovirus phocidalpha1 mit

Phocides Herpesvirus 1 (en. Phocid alphaherpesvirus 1, PhoHV-1, PcAHV1) alias Hundsrobben-Herpesvirus 1 oder Seehund-Herpesvirus 1 (en. Harbour seal herpesvirus)
- Spezies Varicellovirus suidalpha1 mit

Suides Herpesvirus 1 (en. Suid alphaherpesvirus 1, SuHV-1, SuAHV1) alias Schweine-Herpesvirus 1 oder Schweine-Pseudorabies-Virus (en. Pseudorabies virus, PRV)